# Release (álbum)
Release é o oitavo álbum de estúdio da banda Pet Shop Boys, lançado a 1 de Abril de 2002.
O disco atingiu o nº 73 da Billboard 200, o nº 1 do Top Electronic Albums e o nº 127 do Top Internet Albums.
| Críticas profissionais                                                      | Críticas profissionais |
| Avaliações da crítica                                                       | Avaliações da crítica  |
| Fonte                                                                       | Avaliação              |
| --------------------------------------------------------------------------- | ---------------------- |
| allmusic                                                                    | [ 2 ]                  |
| BBC                                                                         | (Desfavorável)         |
| Robert Christgau                                                            | (B+)                   |
| Drowned in Sound                                                            | (6/10)                 |
| Hour                                                                        | (3.5/5)                |
| NME                                                                         | (4/10)                 |
| NOW                                                                         | (Desfavorável)         |
| PlayLouder                                                                  | (4/5)                  |
| Rolling Stone                                                               | [ 10 ]                 |
| The Village Voice                                                           | (sem nota)             |
| Esta tabela precisa de ser acompanhada por texto em prosa. Consulte o guia. |                        |

## Faixas
1. "Home and Dry" – 4:21
2. "I Get Along" – 5:50
3. "Birthday Boy" – 6:27
4. "London" – 3:47
5. "E-mail" – 3:55
6. "The Samurai in Autumn" – 4:18
7. "Love is a Catastrophe" – 4:50
8. "Here" – 3:16
9. "The Night I fell in Love" – 5:50
10. "You Choose" – 3:11

## Créditos
- Neil Tennant - Vocal, guitarra, teclados
- Chris Lowe - Teclados, programação de bateria, vocal adicional na faixa 1